# 绿玉扇
綠玉扇，又稱玉扇，是阿福花亞科十二卷屬的多肉植物物種，原生於南非共和國西開普省的小卡魯，在當地被稱為「馬齒」（horse's teeth）。

## 描述
玉扇是一種小型植物，約2公分（0.79 英寸）高、10公分（3.9 英寸）寬。該物種的葉子很容易識別，其橫截面接近矩形，並排列成兩排相對的行，呈現扇狀。葉子呈灰色或灰綠色，或多或少是直立的。葉子的末端（上表面）看起來像是被切割或截斷，種名在拉丁文意為「被截斷的」。葉子上覆蓋著白色或灰色的線條，上面有疣狀突起。
在野外，玉扇通常是半埋的，只留下葉尖在土壤上方可見。截頭端有葉窗；即它是半透明的，允許光線進入進行光合作用。在這方面類似於生石花、窗玉属和寶草（Haworthia cymbiformis）等多肉植物。
玉扇的花朵不是很艷麗，長在20公分（7.9吋）的莖上，呈白色管狀簇狀。

## 品種和栽培種

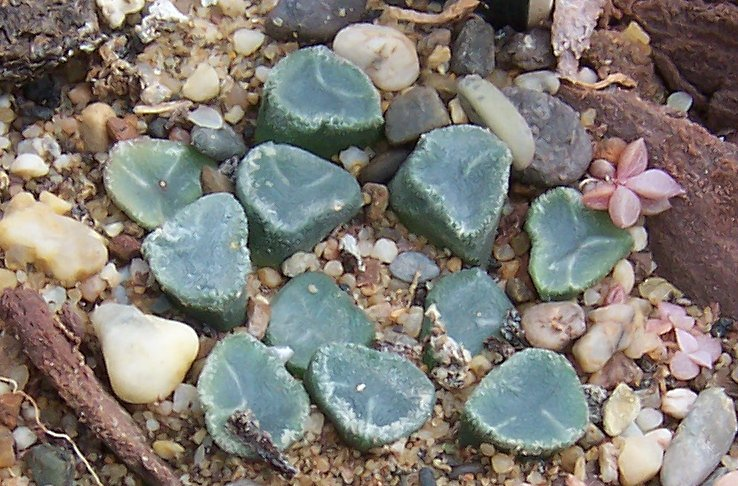
萬象

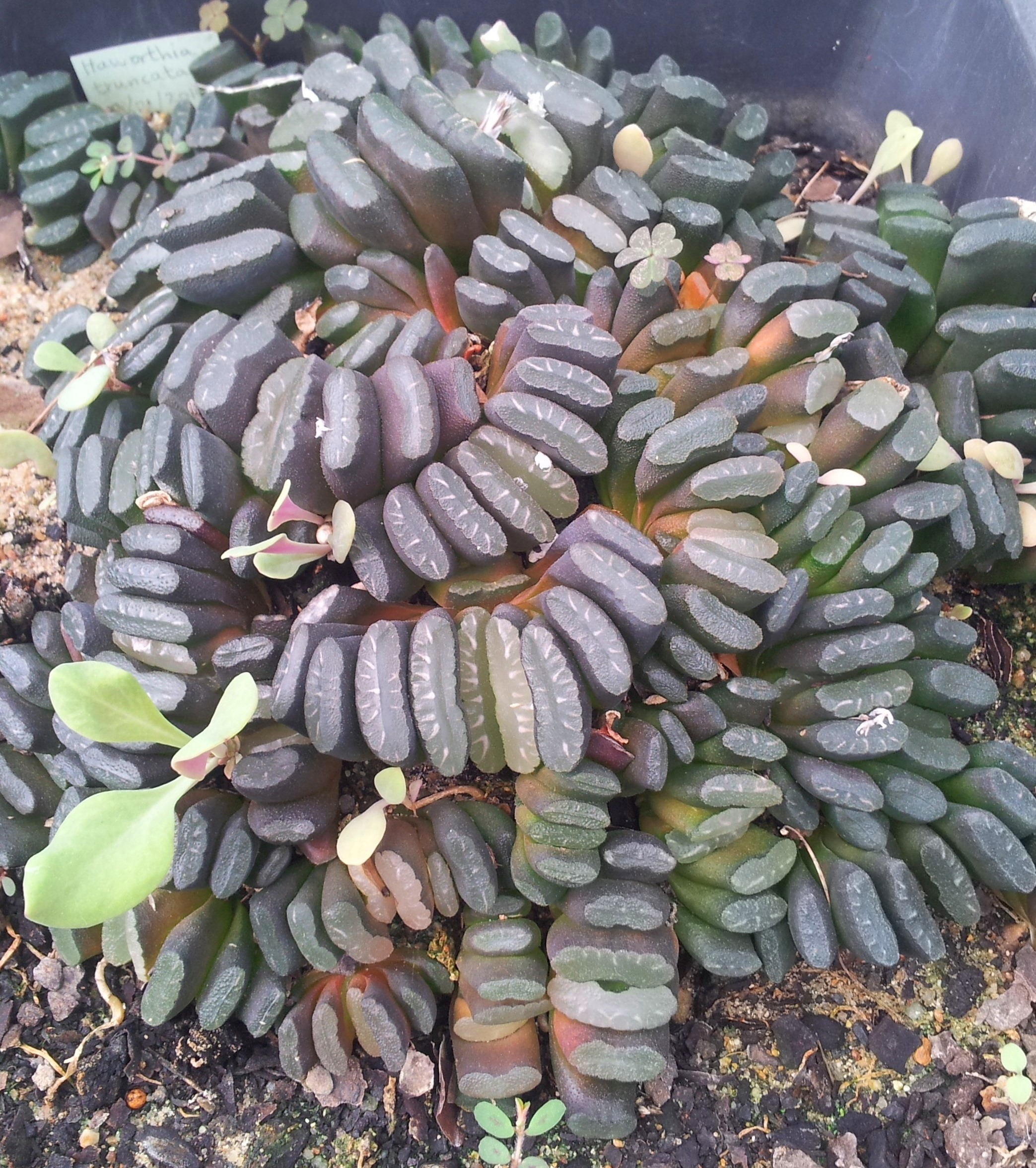
群生的玉扇

萬象（學名： (Poelln.) B.Fearn）：是天然存在的品種，具有圓形葉子，呈螺旋蓮座狀生長，原生於西開普省卡利茲多普（Calitzdorp）附近的一個小區域。這裡位於玉扇自然分佈範圍的最西端，品種之間的邊界上存在著天然的中間體和雜交種。

## 栽培
該物種在栽培中越來越普遍，並且很容易大量繁殖。它可以從種子、插枝、根插條甚至葉插條中生長。它也很容易與其他十二卷屬物種雜交。
玉扇需要排水良好的土壤，並需要一定的陽光照射。它也是少數能夠適應全日照環境的十二卷之一。它在小卡魯的自然棲息地乾旱，但全年降雨量稀少。在溫和（通常是半遮蔭）的栽培條件下，葉子往往向上生長並伸出土壤。
在溫帶地區，玉扇通常栽培於溫室之內，因為它無法忍受冰凍溫度。在英國的栽培中，它獲得了皇家園藝學會的花園優異獎。